# Ligue de Malines
La Ligue de Malines constituée le 5 avril 1513 par le pape Léon X resserre les liens entre le Saint-Siège, l'Espagne de Ferdinand II d'Aragon, l'Angleterre d’Henri VIII, et l'empereur Maximilien.
Ses objectifs étaient d'empêcher le retour des Français en Italie, de ruiner à jamais leur prépondérance en Europe occidentale et si possible de chasser Louis XII du trône. Elle prévoyait l'invasion de la France dans les deux mois.
Après la défaite française à la bataille de Novare, le Ve concile du Latran ratifia la paix avec Louis XII le 9 décembre 1513, mettant un terme à la ligue de Malines.